# 7307 Takei
7307 Takei è un asteroide della fascia principale. Scoperto nel 1994, presenta un'orbita caratterizzata da un semiasse maggiore pari a 2,7397781 UA e da un'eccentricità di 0,0860060, inclinata di 6,98942° rispetto all'eclittica.
L'asteroide è dedicato all'attore statunitense George Takei principalmente noto per il ruolo del Signor Sulu nella serie Star Trek.